# Percepció del moviment
La percepció del moviment és l'acte de captar per un dels sentits les imatges, impressions o sensacions externes en moviment.

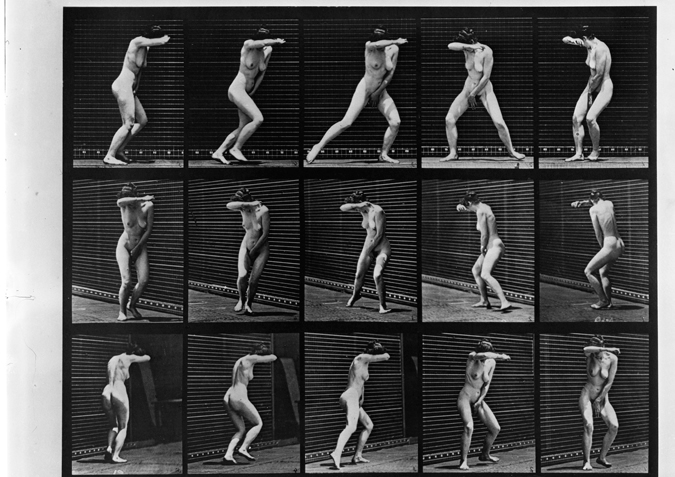
Figura humana en moviment (1884).

## Moviment ocular de seguiment i la percepció del moviment d'objectes
L'afirmació "Els moviments de l'ull són capaços de canviar la percepció d'un objecte en moviment" va ser investigada l'any 1988 per Kazuo Koga, Tatsuro Makino, Katsuaki Sakata i Nobuko Takahashi 1. Van utilitzar un paradigma experimental semblant al de Parks (1965, 1968). La diferència entre els dos experiments va ser l'ús de figures compostes. En el darrer es van utilitzar un camell i una reixa vertical que es movien darrere d'una escletxa simutàneament i a una veloctiat constant. Quan el camell no apareixia, els subjectes fixaven la mirada a la vora de l'escletxa. Només el moviment físic de la graella podria haver ocorregut en la retina.
Tant el moviment ocular de seguiment com la fase de fixació condueixen a diferents tipus de percepció del moviment. Es pot veure aplicat a l'experiment anterior, en el qual la graella sempre es mantenia a una constant velocitat vertical. Els diferents modes de moviment ocular causen una variació en la percepció de la velocitat de la graella.
Un fenomen que també reforça la idea de que el moviment ocular i la percepció del moviment van lligades el va notificar Filehne (1922). Anomenat informalment la il·lusió de Filehne, el farmacòleg es va preocupar per la il·lusió de Zöllner. Altres investigadors (Wertheim i Graaf) van debatre que en aquest cas el fenomen era causat per l'objecte i no el subjecte. Van decidir trobar una altra resposta que van aconseguir mitjançant una prova que van realitzar a un total de tres subjectes. Van mesurar dos llindars per determinar el punt immòbil subjectiu pel moviment de l'estímul percebut en la direcció oposada als ulls i els moviments estimulants del fons en la direcció dels ulls. Els moviments de l'ull eren gravats mentre es projectava l'estímul visual en una pantalla d'alta resolució (COMTEC/2555: Daikin Co. Ltd.) que era controlat per un mini ordinador (DEC). Les dades del moviment de l'ull vertical i horitzontal van ser prèviament calibrats en magnitud i linearitat. El subjecte seia a una distància de 60 centímetres de la pantalla i visualitzava dos cercles en moviment. Un dels cercles o els dos a la vegada es movien de dreta a esquerra a una velocitat constant. El subjecte havia de prémer el botó corresponent a la direcció del moviment quan succeís i rebia una concreta indicació per prova: mirar lliurement o seguir un dels cercles en concret. La diferència en encerts i errors en els casos que podien mirar lliurement respecte al seguiment "forçat" va ser molt semblant. Tot i això, on hi va haver un canvi considerable va ser entre els casos en què es movia un cercle i en els quals es movien els dos.
Abans de saber els resultats, van tenir en consideració que la situació a la qual s'havia d'enfrontar l'observador era complexa. El moviment de l'objecte interactua amb el moviment de l'ull. Hi ha dos principals detectors del moviment: un sistema sensible en la retina i un sistema sensorial que analitza els moviments de la retina i el cap. Per tant, els errors en la percepció del moviment poden ser causats pel procés d'informació inadequat d'un d'aquests dos sistemes. Sobretot, en els moviments bilaterals que són més difícils de percebre. La mirada només es capaç de seguir una sola trajectòria d'un dels objectes en moviment. Per aquest motiu, van obtenir una majoria de respostes incorrectes de les proves del moviment bilateral i una majoria de respostes encertades per a les proves unilaterals.
No es va observar cap característica en els moviments verticals de l'ull. Pel que fa als moviments horitzontals, el resultat va ser que els moviments de l'ull i el canvi en la percepció del moviment es corresponen entre ells.

## Les cèl·lules del nervi òptic
La percepció del moviment és la resposta que dona el nostre sistema visual en funció del temps. Tenim dos tipus de respostes segons l'estat de l'estímul: la resposta lenta i la resposta ràpida. L'any 1974 es van descobrir dos tipus de cèl·lules en el nervi òptic que responien de forma diferent als estímuls lluminosos. Es tractavaven de dos tipus de respostes del sistema visual envers a la permanència o la transitorietat dels estímuls.

### Resposta lenta
És la resposta que el nostre sistema visual ofereix als estats d'estimulació permanents. Aquesta resposta comporta la retenció de les imatges en una fracció de segon després que el subjecte deixi de tenir-les davant; això permet que vegem la realitat com una seqüència d'imatges que el cervell interpreta com única, mòbil i contínua. Aquest efecte es refereix a la persistència retiniana, que es va descobrir gràcies a les observacions de Peter Mark Roget i la posterior demostració de Joseph Plateau mitjançant el fenaquistoscopi, una eina òptica que permet reproduir el moviment d'una imatge. La percepció retiniana apareix a causa del temps (entre 30 i 200 mil·lèsimes de segon) que requereix la retina per enviar la senyal nerviosa al cervell i el que aquesta tarda en processar la informació. Aquest tipus de resposta s'entén com un conjunt d'efectes d'excitació i d'integració, els quals fan que diferents fenòmens que succeeixen simultàniament s'integrin en una sola percepció.
Des de principis de segle xix, la persistència retiniana s'ha emprat per a explicar que la projecció seqüencial d'imatges estàtiques lleugerament diferents podria donar la sensació de moviment, com és el cas del cinema. Encara que moltes fonts segueixin considerant aquesta teoria com a vàlida, s'ha demostrat que la persistència retiniana per si sola és incapaç d'explicar la complexitat subjecta a la percepció del moviment. Si la contempléssim com un fenomen aïllat, el que percebríem seria una superposició d'imatges de forma caòtica que persistirien un cert temps les unes sobre les altres. Al cinema, per exemple, no es va produir una sensació de moviment real fins que no es va intercalar un cert temps en negre entre dues imatges fixes. Aquí és on neix una nova teoria que defensa precisament que només anul·lant l'efecte de la persistència retiniana, el nostre cervell pot interpretar la successió d'imatges estàtiques com un moviment. Aquesta espècie de fons negre emprat en el cinema podríem considerar-lo semblant al temps que el nostre cervell necessita per processar la informació de la retina. Aquesta teoria, però, ha quedat qüestionada en l'actualitat, ja que sembla tenir una explicació molt més complexa.

### Resposta ràpida
És la resposta que el nostre sistema visual ofereix als estats d'estimulació transitoris. Hi ha dos tipus d'efectes que responen a la percepció d'imatges en moviment: el flaix i l'emmascarament visual.
El flaix apareix quan l'ull observa una llum d'una determinada freqüència que s'encén i s'apaga periòdicament. Segons la freqüència que triga aquesta llum en tornar-se a encendre, podem percebre la seqüència com una imatge de caràcter continu; és a dir, com si la llum estigués contínuament encesa. És un efecte semblant al d'observar una roda en moviment, ja que la percebem com un subjecte estàtic. La freqüència en la què ha d'estar sotmesa la llum per produir aquest efecte depèn de la seva intensitat, pot ser de tan sols 10 HZ per intensitats petites o arribar a 1000 HZ per a intensitats majors. Aquest efecte es pot relacionar directament amb les espurnes del cinema. Per acabar amb aquest efecte, van haver d'introduir làmpades més lluminoses, làmpada d'arc voltaic, i van haver de modificar l'antiga freqüència que es feia servir, 24 imatges per segon. La dificultat que suposava augmentar la velocitat dels fotogrames es va resoldre amb la decisió de duplicar la projecció de cadascun d'ells. Així, la freqüència de projecció va augmentar a 48 imatges per segon, fent que l'obturador tallés el flux lluminós dues vegades per fotograma.
Quan dos estímuls lluminosos es troben molt propers en el temps es produeix l'efecte d'emmascarament visual, on el segon estímul interromp i pertorba la percepció del primer; és a dir, actua -com el propi nom indica- com a màscara. Aquest efecte es veu de manera molt clara en el món de cinema. Si entre dos fotogrames interposem un fotograma blanc s'anul·larà la sensació de moviment; en canvi, si interposem un fotograma negre, la imatge no es veurà distorsionada gràcies a l'absència d'estímuls lluminosos que provoquin un emmascarament. Per tant, podrem percebre la seqüència en moviment. Trobem, doncs, de nou, l'efecte de la persistència retiniana, ja que moltes teories (una de les quals hem esmentat anteriorment) responsabilitzen l'emmascarament visual d'anul·lar aquest fenomen.
A partir d'aquests coneixements sobre les respostes d'aquest tipus de cèl·lules especialitzades, entenem la percepció del moviment a partir de dues parts independents l'una de l'altra. Una d'elles, són unes cèl·lules cerebrals que actuen com a detectors de moviment, que reaccionen quan un estímul s'activa successivament a gran velocitat. D'altra banda, tenim una sèrie de mecanismes correctors que ignoren el moviment dels nostres ulls, fent que no ho interpretem pròpiament com a moviment. Per fer-ho, aquests mecanismes comparen contínuament la informació eferent (del cervell als òrgans sensorials i la informació aferent (dels òrgans sensorials al cervell). La percepció del moviment també està vinculada a altres factors externs com les dimensions de l'objecte, la il·luminació, el contrast i l'entorn.

## Moviment aparent
El moviment aparent és un fenomen perceptiu que fa que percebem com a moviment un estímul estàtic. Per tant, és una il·lusió perceptiva que no requereix un moviment real per distingir una sensació de moviment. S'ha comprovat gràcies a diferents sistemes simuladors de moviment i altres experiències al laboratori que el moviment pot simular-se a partir d'imatges estàtiques.
A continuació s'exposen diferents experiments que s'han dut a terme per controlar les diferents variants en la percepció d'aquest tipus de moviment.
Prenguem el cas en què se'ns mostri dos punts lluminosos propers en l'espai els quals s'encenen i s'apaguen periòdicament. Segons l'interval que separi aquesta interrupció, podrem percebre l'escena com si fos un únic punt que es desplacés per l'espai. És el que anomenem moviment Beta.
En canvi, l'efecte Alfa apareix quan es mostren dos punts lluminosos de diferent grandària en el mateix espai (superposats). Segons el temps que triguin a encendre's de nou, podrem percebre l'escena com un únic moviment d'expansió.
Aquest conjunt d'experiències es diu fenomen fi, el qual consisteix en una sèrie de processos post-retinians que permeten que interpretem imatges fixes com a moviment sotmetent-les a una velocitat molt alta. Els psicòlegs de la Gestalt estableixen que percebem moviment encara que cap estímul estigui movent-se realment. Per tant, la nostra percepció no depèn només de l'estímul sinó de l'experiència total del moviment i la reorganització que en fem. Gràcies a aquest efecte entenem que l'atribut més important per transmetre moviment, per sobre del color i la forma, és la lluminositat.

## Moviment al cinema
La projecció cinematogràfica consisteix en separar una successió d'imatges fixes per moments de foscor d'una certa freqüència. Una vegada escollida la freqüència que eviti el flaix i, per tant, s'eviti la sensació de fragmentació de la seqüència, obtindrem una sensació contínua i una consecutivitat.
La càmera cinematogràfica té en compte la persistència retiniana per a obtenir un nombre d'imatges estàtiques per segon suficient perquè l'espectador les percebi com a moviment i no com una successió d'imatges. A l'inici, el ritme era de només 16 fotogrames per segon, característica que feia que al cinema primitiu trobéssim franges i interrupcions. Més tard, va anar perfeccionant-se i augmentant fins als 24 fotogrames per segon, obtenint així una major fluïdesa i un moviment més net.
Tenint en compte que la seqüència d'imatges fixes que configuren un moviment en el cinema són bastant semblants, els mecanismes perceptius que intervenen són els mateixos que en la percepció de moviment real. Segons aquesta teoria, no podem distingir la realitat del cinema.